# Умивання (обряд)

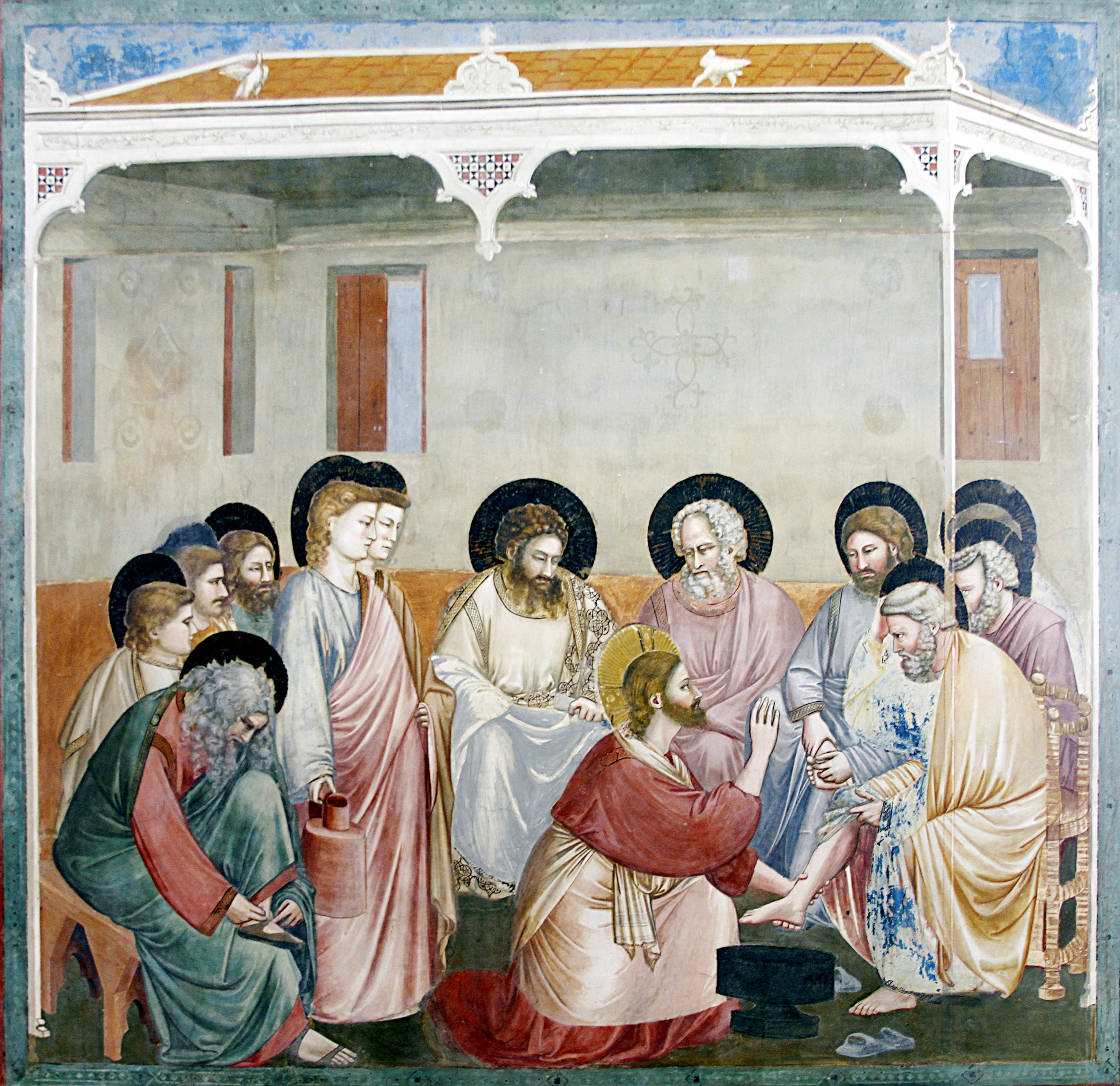
Ісус омиває ноги апостолам, Каплиця Скровеньї

Умива́ння, Омовіння — символічне очищення тіла або майна, одягу чи обрядових предметів за допомогою води.

## Практика

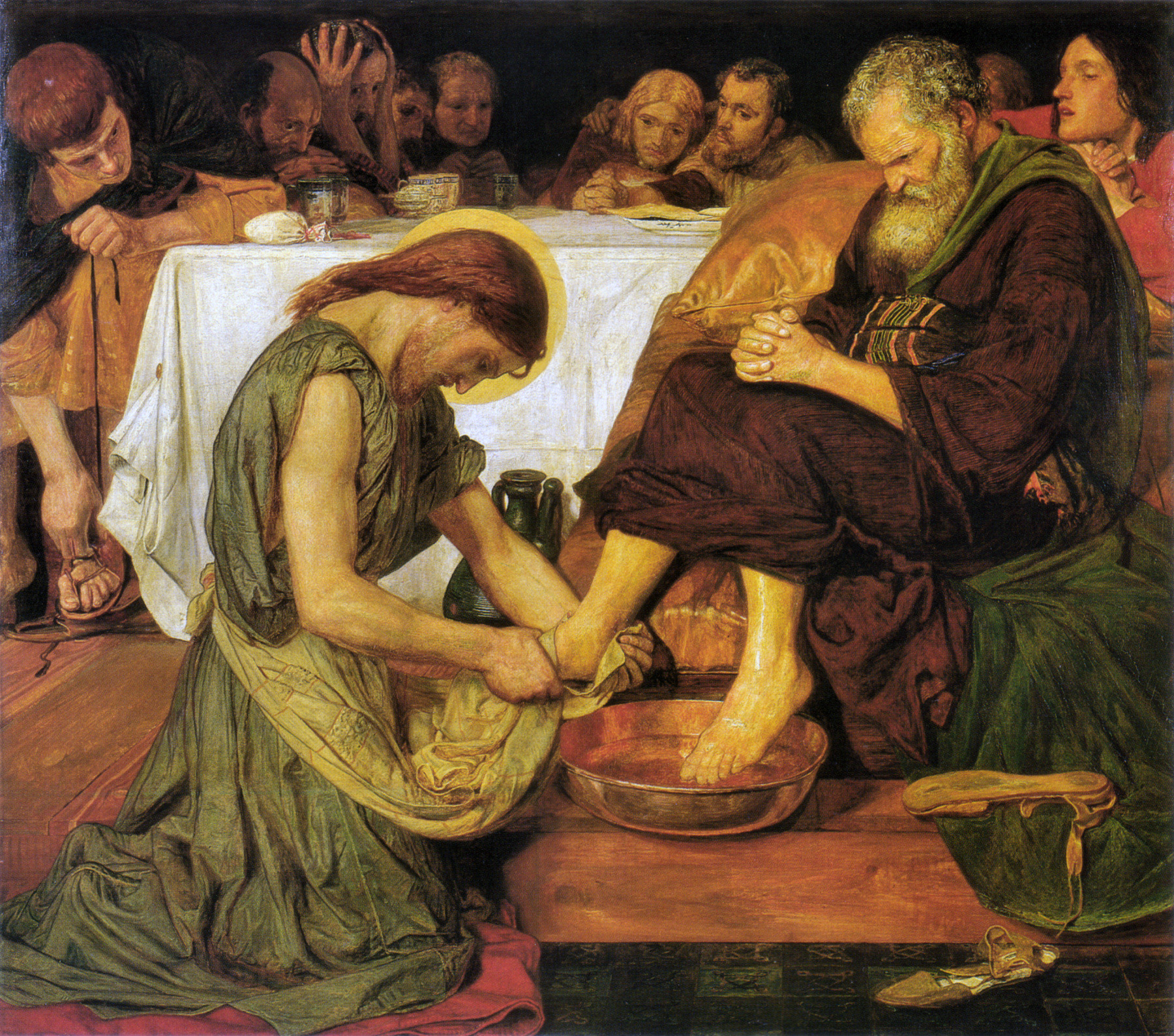
Ісус омиває ноги Петру, 1852-6 Ford_Madox_Brown

Умивання або миття здійснювали:
1. Коли людину ініціювали на високу посаду: наприклад, коли Аарона і його синів обрали на священицьку службу, їх умили водою перш ніж вони одяглись у ризу священика (Лев. 8:6).
2. Перед тим як священики наближалися до вівтаря Бога, вони мали під страхом смерті умити свої руки й ноги, щоб очистити їх від бруду буденного життя (Вих. 30:17-21). На цю практику вказує автор псалмів, Пс. 25:6.
3. Були також умивання встановлені з метою очищення від явно вираженого забруднення, обумовлені особливими діями. Одинадцять різновидів такого миття встановлені в Левитському законі (Лев. 12-15).
4. Згадується четвертий клас умивань, яким людина очищалася або звільняла себе від провини за деяке конкретне діяння. Наприклад, старійшини найближчого села до місця здійснення вбивства, якщо вбивця був невідомим, мали умити свої руки над спокутною телицею, яка була обезголовлена, і при цьому сказати, «Руки наші не пролили цієї крови, а очі наші не бачили» (Втор. 21:1-9). Таким чином Пілат також оголосив себе безневинним в крові Ісуса, умиваючи свої руки (Мт. 27:24). Проте ця дія Пілата могла не бути запозиченою з юдейської традиції. Така ж практика була звичайною серед греків і римлян.

Фарисеї розповсюдили практику надлишкового умивання, таким чином претендуючи на виняткову чистоту (Мт. 23:25).
Євангеліст Марко (Мр. 7:1-5) посилається на церемоніальні умивання. Фарисеї вимивали свої руки «часто», правильніше, «з кулаком» («старанно») або, як це пояснює старий отець Феофілакт, — «аж до ліктя». (Порівняйте також Мр. 7:4 та Лев. 6:28, 11:32-36, 15:22).

## В ісламі
В ісламі ритуальне обмивання (тагарат) передує молитві або проходить услід за забороненим діянням. Розрізняють два види обмивання:
- Вуду — обмивання обличчя, рук і ступнів.
- Ґусл — повне обмивання.

## В юдаїзмі
Юдейський обряд, згідно з яким віруючі напередодні суботи й релігійних свят перед кожною молитвою здійснюють омовіння рук в мікві — спеціально обладнаному басейні з дощовою чи джерельною водою.
У 613 Заповідь Тори тільки для священослужителів (когенів) является вмивати руки і ноги перед жертвоприношенням: «№24 Омивати руки і ноги лише коенам перед початком служіння в Храмі.» (Вих. 30:19-20).